# Angus Macintyre
Angus John Macintyre é um lógico matemático britânico. Trabalha com lógica e teoria dos modelos, e também álgebra e combinatória.
Macintyre obteve um doutoramento em 1968 na Universidade Stanford, orientado por Dana Scott, com a tese Classifying Pairs of Real-Closed Fields. Na década de 1970 foi professor da Universidade Yale, no início da década de 1990 da Universidade de Oxford e mais tarde da Universidade de Edimburgo. É atualmente professor do Queen Mary College da Universidade de Londres.
Em 1993 foi Gödel Lecturer (Logic of Real and p-adic Analysis: Achievements and Challenges).
É desde 1993 fellow da Royal Society e recebeu em 2003 o Prêmio Pólya da London Mathematical Society. Em 1998 foi Tarski Lecturer na Universidade da Califórnia em Berkeley. De 2009 a 2011 foi presidente da London Mathematical Society.
É casado com a matemática Beatrice Pelloni.